# 布朗斯坦級巡防艦
布朗斯坦級巡防艦是一款服役於美國海軍的遠洋護航驅逐艦，並於1975年6月30日的美國海軍艦艇分類重組中，變更為巡防艦。
布朗斯坦級為二戰後的第二代護航驅逐艦，並且作為實驗性船隻在該級進行諸多測試，例如全新艦體設計、加大型的艦首AN/SQS-26AX聲納系統和反潛作戰武器。本級艦自龍骨設計起即採用了艦隊改良與現代化計畫的升級，並對於操控QH-50無人反潛直升機進行專門設計。
然而，由於新型的反潛作戰設備過重，加上艦首安裝的聲納系統，導致布朗斯坦級的航速相對較低，無法配合反潛作戰艦隊的作戰任務調配。因此，海軍最終只建造兩艘，並改為建造動力更強、航速更高的賈西亞級巡防艦。

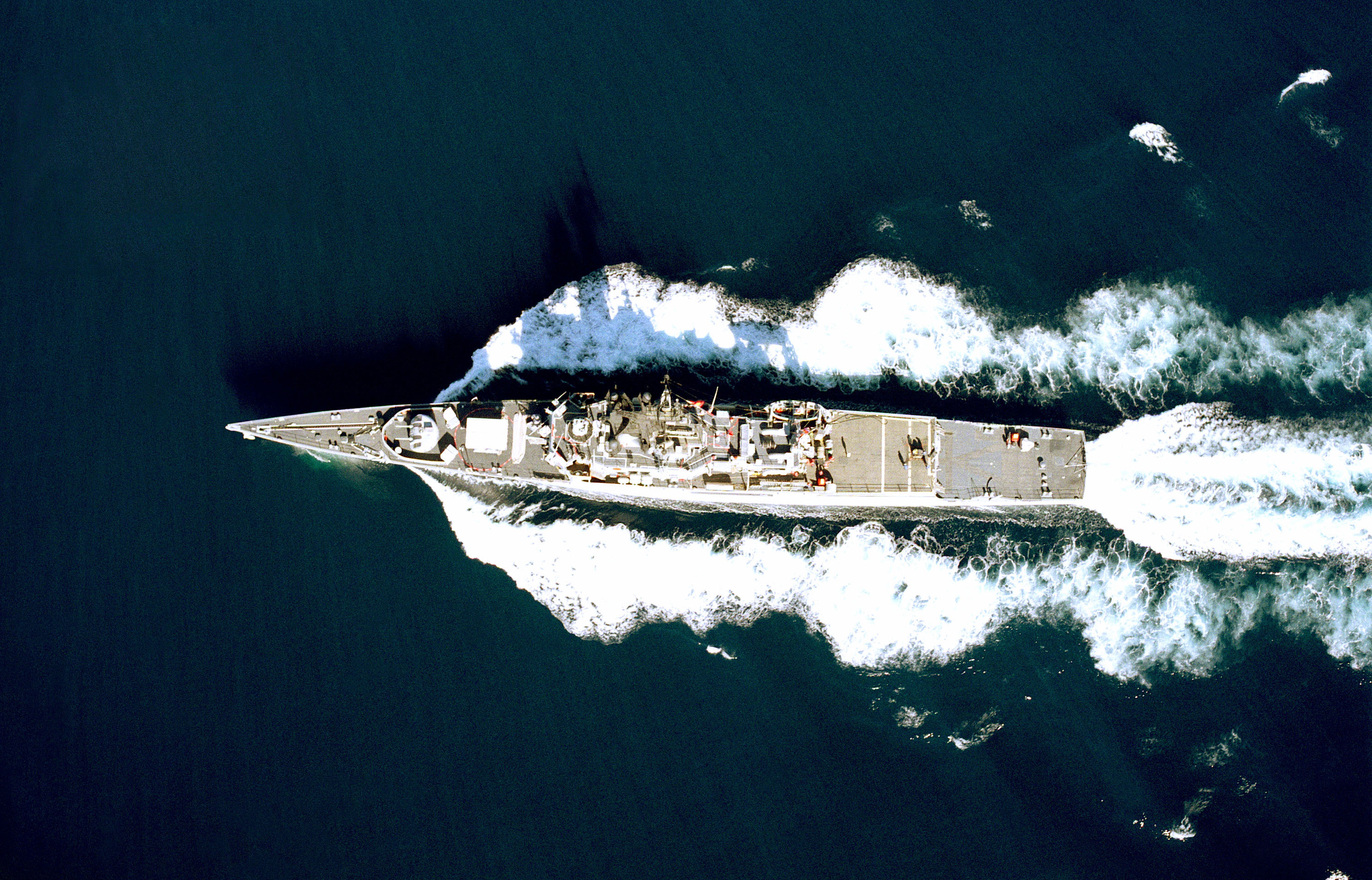
布朗斯坦號

## 同級艦
| 艦名       | 舷號    | 造船廠         | 下水       | 服役       | 退役       | 命運                                                                                      |
| ---------- | ------- | -------------- | ---------- | ---------- | ---------- | ----------------------------------------------------------------------------------------- |
| 布朗斯坦號 | FF-1037 | 埃文代爾造船廠 | 1962-03-31 | 1963-06-15 | 1990-12-13 | 於1993年10月1日出售至墨西哥海軍，並改名為埃爾梅尼多·加萊亞納號(E-42)，最終於2017年4月退役 |
| 麥克洛伊號 | FF-1038 | 埃文代爾造船廠 | 1962-06-09 | 1963-10-21 | 1990-12-14 | 於1993年10月1日出售至墨西哥海軍，並改名為尼古拉斯·布拉沃號(E-40)，最終於2017年4月退役     |

## 補充
1. ↑  後來升級為 AN/SQS-26AX(R)
2. ↑  致敬在二戰中隨雅各·瓊斯號驅逐艦失蹤並犧牲的助理外科醫生本·理查德·布朗斯坦（英語：Ben Richard Bronstein）中尉
3. ↑  致敬在墨西哥獨立戰爭中犧牲的軍事指揮官埃爾梅尼多·加萊亞納（英语：Hermenegildo Galeana）
4. ↑  後來又改成(F202)
5. ↑  致敬曾榮獲兩次榮譽勳章的約翰·麥克洛伊（英语：John McCloy (Medal of Honor)）少校
6. ↑  致敬曾三次擔任墨西哥臨時總統的尼古拉斯·布拉沃（英语：Nicolás Bravo）
7. ↑  後來又改成(F201)

## 外部連結
- Bronstein-class frigates at Destroyer History Foundation
- Bronstein info and photos （页面存档备份，存于）
- McCloy info and photos （页面存档备份，存于）